# Acutandra plenevauxae
Acutandra plenevauxae – gatunek chrząszcza z rodziny kózkowatych i podrodziny pędeli (Parandrinae).
Gatunek ten został opisany w 2012 roku przez Thierry'ego Bouyera, Alaina Drumonta i Antonia Santosa-Silvę, którzy jako miejsce typowe wskazali Libenge w Ubangi Południowym.
Kózka o ciele długości od 15,2 mm do 24,8 mm, wyraźnie spłaszczonym grzbietobrzusznie. Ubarwiona brązowo, z wierzchu ciemnobrązowo, miejscami czarniawo. Wierzch głowy grubo, zwłaszcza koło wierzchołka żeberka ocznego, punktowany. Zewnętrza strona żuwaczek u nasady umiarkowanie prosta, nienabrzmiała. Obszar między nadustkiem a przegubami gładki, bez wgłębienia. Czułki o stosunkowo długich członach: jedenastym i trzecim. Pokrywy punktowane grubo i wyraźnie, a żeberka na nich dobrze zaznaczone. Tylne golenie bez ząbków między zębem górnym a środkowym.
Chrząszcz afrotropikalny, znany z Demokratycznej Republiki Konga, Republiki Środkowoafrykańskiej i Ugandy.